# A Fighter's Blues

A Fighter's Blues est un film hongkongais réalisé par Daniel Lee, sorti le 21 novembre 2000.

## Synopsis
À sa sortie de prison, l'ancien boxeur Mong Fu décide de retrouver une jeune photographe, Pim, qu'il avait rencontrée lors d'un championnat de boxe thaï. Retournant à Bangkok, Mong apprend par un ami d'enfance de Pim que celle-ci est morte lors d'une altercation avec des trafiquants de drogue et, comble de tout, que Mong est père d'une fille de 14 ans, portant le nom de Ploy. Cette dernière serait installée à l'orphelinat Saint-Mary, tenu par une jeune sœur.

## Fiche technique
- Titre : A Fighter's Blues
- Titre original : Ah Fu (阿虎)
- Réalisation : Daniel Lee
- Scénario : Daniel Lee et Cheung Chi-Sing
- Production : Andy Lau, Derek Yee et Catherine Hun
- Société de production : Teamwork Motion Pictures
- Société de distribution : China Star Entertainment Group
- Musique : Henry Lai
- Photographie : Keung Kwok-Man
- Montage : Chung Wai-Chiu
- Pays d'origine : Hong Kong
- Format : Couleurs - 1,85:1 - Dolby Digital - 35 mm
- Genre : Drame, romance
- Durée : 105 minutes
- Date de sortie : 21 novembre 2000 (Hong Kong)

## Distribution
- Andy Lau : Mong Fu
- Takako Tokiwa : Sœur Mioko
- Intira Jaroenpura : Pim Nathasiri
- Apichaya Thanatthanapong : Ploy

## Récompenses
- Prix du meilleur acteur (Andy Lau), lors des Golden Bauhinia Awards 2001.
- Nomination au prix du meilleur acteur (Andy Lau), meilleure photographie et meilleur montage, lors des Hong Kong Film Awards 2001.

## Version française
- Société de doublage : NDE Production
- Direction artistique : Antony Delclève
- Adaptation des dialogues : Frédéric Alameunière
- Enregistrement et mixage :